# 蒙唐西
蒙唐西（法語：Montancy，法語發音：[mɔ̃tɑ̃si]）是法国杜省的一个市镇，位于该省最东部，属于蒙贝利亚尔区。

## 地理
蒙唐西（47°20'47"N, 7°2'49"E）面积8.86 平方千米，位于法国勃艮第-弗朗什-孔泰大區杜省，该省份为法国东部内陆省份，北起上索恩省，西接汝拉省，东部及东南部与瑞士接壤，东北部与贝尔福地区省接壤。
与蒙唐西接壤的市镇（或旧市镇、城区）包括：上阿茹瓦、比尔纳维莱尔、格莱尔、杜園、丰特奈。

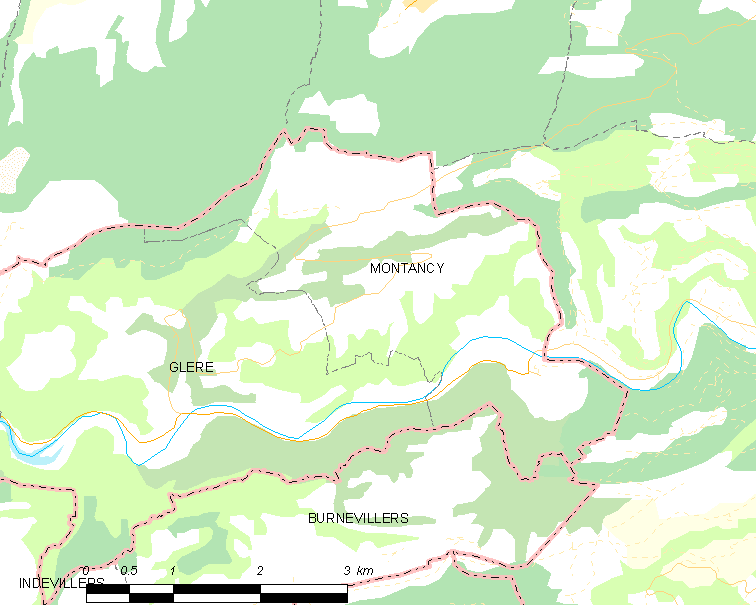
蒙唐西的OSM定位图

蒙唐西的时区为UTC+01:00、UTC+02:00（夏令时）。

## 行政
蒙唐西的邮政编码为25190，INSEE市镇编码为25386。

## 政治
蒙唐西所属的省级选区为迈什县。

## 人口

1962-2008年间蒙唐西人口变化图示

蒙唐西于2022年1月1日时的人口数量为119人。